# コンビーズ
株式会社コンビーズ（英: Combz,Inc.）は、大阪府大阪市に本社を置き、主にBtoB向けのWebサービスを提供する日本の企業。

## 概要
創業者である平井武が2000年に会社員から独立起業し、個人事業から法人を設立。2002年からメール配信サービス「コンビーズメール」を事業展開。2015年にはECサイトのレコメンドサービス「コンビーズレコ」をリリース。
企業理念である「Combz Ism（コンビーズイズム）」に沿ったユニークな社内制度や福利厚生が特徴。

## 沿革
- 1998年12月 - 無料メルマガ「なーるほど！ドットコム」スタート
- 2002年3月 - 有限会社コンビーズ設立
- 2002年6月 - メール配信サービス「コンビーズメール」スタート
- 2003年5月 - オンラインショップマスターズクラブ（OSMC）加盟
- 2003年7月 - 本社オフィスを移転（大阪市北区）
- 2003年12月 - 全国イーコマース協議会（EC協議会）加盟
- 2004年2月 - 「TRUST-e」の認証を取得
- 2006年4月 - 「CombzNet（現：コンビーズアフィリエイト）」スタート
- 2006年9月 - 株式会社コンビーズに組織変更
- 2007年4月 - イーコマース経営者戦略塾（e塾）加盟
- 2007年7月 - 「ISO27001」の認証を取得
- 2007年12月 - 便利webツール「どうぐばコン」スタート
- 2008年6月 - 総合サイト「コンビーズポータル（現：アット・コンビーズ）」スタート
- 2008年11月 - 「プライバシーマーク」の認証を取得
- 2009年9月 - 携帯電話向けメール配信システム「コンビーズメールモバイル（現：コンビーズメールプラス）」スタート
- 2010年9月 - 社内ラボ発サービス「カレーノグジェネレーター」をリリース
- 2010年9月 - 社内ラボ発サービス「Ust Time Table」をリリース
- 2013年5月 - ステップメール配信サービス「ナチュラルメール」をリリース
- 2015年6月 - レコメンドサービス「コンビーズレコ」をリリース
- 2015年11月 - 東京本社を開設（東京都渋谷区）
- 2021年2月 - 大阪本社を移転（大阪市北区）
- 2021年2月 - Web接客ツール「Combeez」をリリース

## サービス概要
コンビーズレコ
機械学習型の人工知能を起用したレコメンドサービス。ECサイトにおける顧客の閲覧履歴や購入履歴を解析し、他の商品を新たにピックアップして表示する機能。
コンビーズメール
ASP型メール配信サービス。ネットショップ運営事業者、NPO法人、学校法人などの企業・団体に利用される。
コンビーズメールプラス
クラウド型メール配信サービス。HTMLメールの作成エディタや配信後の分析機能などを搭載。
ナチュラルメール
ステップメール配信サービス。

## 所属団体
- オンラインショップマスターズクラブ（OSMC）
- 全国イーコマース協議会（EC協議会）
- 大阪商工会議所
- 新経済連盟
- 日本電子商取引事業振興財団（J-FEC）

## 参考資料
- 小山龍介『整理hacks! 1分でスッキリする整理のコツと習慣』東洋経済新報社、2009年7月。ISBN 978-4492043370。
- 社員が集い「井戸端会議」 中日新聞
- 「しかけ」を工夫した制度で働きやすい職場をつくる（株式会社コンビーズ・社長　平井武氏） ニュートップリーダー